# Isocitrato O-diidrossicinnamoiltransferasi
La isocitrato O-diidrossicinnamoiltransferasi è un enzima appartenente alla classe delle transferasi, che catalizza la seguente reazione:
caffeoil-CoA + isocitrato ⇄ CoA + 2-caffeoilisocitrato
Anche il feruloil-CoA ed il 4-cumaroil-CoA possono agire come donatori.